# دانشگاه جلال بایار
دانشگاه مانیسا جلال بایار (Manisa Celal Bayar Üniversitesi) یکی از دانشگاه‌های ترکیه‌است.
این دانشگاه در سال ۱۹۹۲ در شهر مانیسا تأسیس شد. دارای ۵ دانشکده، ۴ مدرسه عالی، ۱۴ مدرسه عالی آموزش مهارت، ۳ انستیتو و ۹ مرکز تحقیقات است.
اعضای هیأت علمی آن شامل۴۵ استاد، ۴۳ دانشیار، ۱۹۳ استادیار، ۱۱۵ مربی، ۳۶۲ محقق، ۵۱ مدرس و ۴۲ کادر متخصص می‌باشند. بیمارستان دانشگاه نیز دارای ۴۰۰ تخت بیمارستانی است.